# Sân bay La Florida (Colombia)
Sân bay La Florida (IATA: TCO, ICAO: SKCO) là một sân bay tọa lạc ở Tumaco, Colombia.

## Các hãng hàng không và tuyến bay
- Avianca (Cali)
- SATENA (Cali)